# Faas Wilkes
Servaas „Faas” Wilkes (ur. 13 października 1923 w Rotterdamie, zm. 15 sierpnia 2006 tamże) – holenderski piłkarz, który występował na pozycji napastnika. Uważany za jednego z najlepszych zawodników w historii piłki nożnej w Holandii. W reprezentacji Holandii, w której barwach występował w latach 1946–1962, w 38 meczach strzelił 35 goli. Był zawodnikiem m.in. Interu Mediolan, z którym w 1953 zdobył mistrzostwo Włoch, oraz Valencii.

## Sukcesy

### Inter Mediolan
- Mistrzostwo Włoch: 1952/1953